# Trachyopella atoma
Trachyopella atoma är en tvåvingeart som först beskrevs av Camillo Rondani 1880.  Trachyopella atoma ingår i släktet Trachyopella och familjen hoppflugor. Inga underarter finns listade i Catalogue of Life.